# Чернохвостая комароловка
Чернохвостая комароловка (лат. Polioptila melanura) — вид птиц из семейства комароловковых.
Вид распространён в пустынях Сонора и Чиуауа на юго-западе США и севере Мексики.
Мелкая птица, длиной 11—13 см. Верхняя часть тела голубовато-серая, хвост чёрный. Нижняя часть светло-серая. Летом у самца верх головы чёрный. Вид схож с голубой комароловкой, только у чернохвостой комароловки хвост полностью чёрный, а у голубой — хвост снизу белый.
Держится парами. Территориальная птица, активно защищает свой участок от конкурентов. Охотится на насекомых и других членистоногих. Чашеобразное гнездо строят оба партнёра на нижних ветвях кустарников на высоте до 1,5 метра. В кладке 3—5 яиц. Инкубация длится 14 дней. Птенцы покидают гнездо через две недели.